# Herminio Masantonio
Herminio Masantonio (Ensenada, 5 agosto 1910 – Buenos Aires, 11 settembre 1956) è stato un calciatore argentino.

## Carriera
Nato da una famiglia di italiani immigrati in Argentina, Masantonio crebbe calcisticamente nel Villa Alberino Sportivo, con cui debuttò in quarta divisione argentina nel 1926. Nel 1929 passò al club del Platense, nella stessa serie. Il salto di qualità avvenne però nel 1931, quando Masantonio passò all'Huracán. Con el Globo giocò per quasi tutta la propria carriera professionistica, divenendone la bandiera e il massimo realizzatore della storia del club (254 reti in 349 presenze). Interruppe la sua militanza con l'Huracán solo per due anni: nel 1943, quando vestì la maglia degli uruguaiani del Club Atlético Defensor (oggi Defensor Sporting), e nel 1944, quando tornò in Argentina con il Banfield. Chiuse la carriera l'anno seguente nel "suo" Huracán.
Masantonio fu un calciatore estremamente prolifico: i 256 goal realizzati nel campionato argentino ne fanno oggi il terzo miglior realizzatore della storia del torneo.
Fu inoltre capocannoniere nelle edizioni del Campeonato Sudamericano del 1935 e del 1942, ove però l'Argentina non andò oltre il secondo posto.
L'11 novembre 1937 segnò il goal più rapido della storia della nazionale argentina, dopo appena 23 secondi di gioco, nella Copa Lipton vinta 5-1 contro l'Uruguay.
Pur non avendo mai vinto il titolo nazionale argentino, né tornei di rilievo con la maglia della nazionale, Masantonio è considerato uno dei più grandi calciatori argentini di ogni epoca.
Morì di cancro a soli 46 anni. Nel 2000 gli è stata intitolata una strada nel quartiere di Parque Patricios, nel quale ha sede l'Huracán, a Buenos Aires.

## Palmarès

### Club
- Copa Beccar Varela: 1
  - Huracán: 1933

### Nazionale
- Copa Lipton: 1
  - 1937